# تلمبه احمد جرگه
تلمبه احمد جرگه یک منطقهٔ مسکونی در ایران است که در بخش مرکزی شهرستان عنبرآباد واقع شده‌است. تلمبه احمد جرگه ۹۳ نفر جمعیت دارد.